# Campiña del Pisuerga
Die Comarca Campiña del Pisuerga ist eine der acht Comarcas in der Provinz Valladolid der autonomen Gemeinschaft Kastilien und León.
Sie umfasst 16 Gemeinden auf einer Fläche von 736,90 km² mit dem Hauptort Valladolid.

## Gemeinden
| Gemeinde                     | Einwohner (2024) | Fläche km² | Dichte Einw./km² | Cod INE | Postleitzahl |
| ---------------------------- | ---------------- | ---------- | ---------------- | ------- | ------------ |
| Arroyo de la Encomienda      | 22.268           | 11,93      | 1.867            | 47010   | 47195        |
| Cabezón de Pisuerga          | 3.895            | 45,38      | 86               | 47027   | 47260        |
| Cigales                      | 5.364            | 60,97      | 88               | 47050   | 47270        |
| Corcos del Valle             | 210              | 42,59      | 5                | 47055   | 47280        |
| Cubillas de Santa Marta      | 404              | 23,55      | 17               | 47057   | 47290        |
| Fuensaldaña                  | 2.137            | 25,09      | 85               | 47066   | 47194        |
| Geria                        | 488              | 18,18      | 27               | 47071   | 47131        |
| Mucientes                    | 691              | 63,82      | 11               | 47098   | 47194        |
| Quintanilla de Trigueros     | 101              | 32,21      | 3                | 47130   | 47283        |
| San Martín de Valvení        | 84               | 58,21      | 1                | 47144   | 47209        |
| Santovenia de Pisuerga       | 4.703            | 13,82      | 340              | 47155   | 47155        |
| Simancas                     | 5.538            | 42,36      | 131              | 47161   | 47130        |
| Trigueros del Valle          | 314              | 37,80      | 8                | 47174   | 47282        |
| Valladolid                   | 300.618          | 197,47     | 1.522            | 47186   | 47001–47016  |
| Valoria la Buena             | 745              | 43,31      | 17               | 47184   | 47200        |
| Zaratán                      | 6.383            | 20,21      | 316              | 47231   | 47610        |
| Comarca Campiña del Pisuerga | 353.943          | 736,90     | 480              | –       | –            |